# Plecturocebus oenanthe
Plecturocebus oenanthe is een zoogdier uit de familie van de sakiachtigen (Pitheciidae). De wetenschappelijke naam van de soort werd voor het eerst geldig gepubliceerd door Oldfield Thomas in 1924.

## Voorkomen
De soort komt voor in Peru.